# Marisa Jara
Marisa Jara (Siviglia, 1º febbraio 1980) è un'attrice e modella spagnola.
Ha lavorato in Spagna ma anche in Italia. Ha lavorato come attrice in Un'estate al mare nella parte di Mercedes nel 2008 e nel primo episodio di Distretto di Polizia 11 nel 2011. Ha partecipato anche in televisione interpretando il ruolo di se stessa. Ha avuto una relazione con il cantante Manu Tenorio.

## Filmografia
- Un'estate al mare (2008)
- Distretto di Polizia, episodio 11x01 (2011)